# Franc Veliu
Franc Veliu (ur. 11 listopada 1988 we Wlorze) – albański piłkarz grający na pozycji obrońcy, zawodnik KF Gjilani.

## Życiorys

### Kariera klubowa
Veliu profesjonalną karierę rozpoczął w klubie Flamurtari Wlora, w którym występował do 2015. Następnie był zawodnikiem albańskich klubów: FK Kukësi, Partizani Tirana i ponownie Flamurtari Wlora.
10 września 2019 podpisał kontrakt z kosowskim klubem KF Gjilani, umowa do 30 czerwca 2020; bez odstępnego.

### Kariera reprezentacyjna
W reprezentacji Albanii zadebiutował 20 czerwca 2011 w towarzyskim meczu przeciwko Argentynie. Na boisku przebywał przez pełne 90 minut.

## Statystyki

### Reprezentacyjne
| Mecze i gole w reprezentacji | Mecze i gole w reprezentacji | Mecze i gole w reprezentacji | Mecze i gole w reprezentacji | Mecze i gole w reprezentacji | Mecze i gole w reprezentacji | Mecze i gole w reprezentacji |
| #                            | Data                         | Stadion                      | Rywal                        | Wynik                        | Gol                          | Rozgrywki                    |
| 2011                         | 2011                         | 2011                         | 2011                         | 2011                         | 2011                         | 2011                         |
| ---------------------------- | ---------------------------- | ---------------------------- | ---------------------------- | ---------------------------- | ---------------------------- | ---------------------------- |
| 1.                           | 20.06.2011                   | Buenos Aires, Argentyna      | Argentyna                    | 0:4                          | 0                            | towarzyski                   |
| 2.                           | 06.09.2011                   | Luksemburg, Luksemburg       | Luksemburg                   | 1:2                          | 0                            | El. ME 2012                  |
| 3.                           | 15.11.2011                   | Prilep, Macedonia            | Macedonia Północna           | 0:0                          | 0                            | towarzyski                   |
| 2012                         |                              |                              |                              |                              |                              |                              |
| 4.                           | 29.02.2012                   | Tbilisi, Gruzja              | Gruzja                       | 1:2                          | 0                            | towarzyski                   |
| 5.                           | 22.05.2012                   | Madryt, Hiszpania            | Katar                        | 2:1                          | 0                            | towarzyski                   |
| 6.                           | 27.05.2012                   | Stambuł, Turcja              | Iran                         | 1:0                          | 0                            | towarzyski                   |
| 2013                         |                              |                              |                              |                              |                              |                              |
| 7.                           | 26.03.2013                   | Tirana, Albania              | Litwa                        | 4:1                          | 0                            | towarzyski                   |

## Sukcesy

### Klubowe
Flamurtari Wlora
- Puchar Albanii (2): 2009, 2014